# 요르단 라르손
카를 헨리크 요르단 라르손(스웨덴어: Carl Henrik Jordan Larsson, 1997년 6월 20일 ~ )은 덴마크 클럽 코펜하겐에서 공격수로 뛰고 있는 스웨덴의 프로 축구 선수이다. 네덜란드에서 태어난 그는 스웨덴 국가대표팀을 대표한다.

## 구단 경력

### 헬싱보리 IF
2014년 1월 16세에 라르손은 그의 아버지의 전 고용주 중 다른 한 명인 맨체스터 유나이티드에 의해 추적되었다. 대신, 그는 그의 아버지가 22년 전에 했던 것과 같은 이적인, 그 도시의 주요 클럽인 헬싱보리 IF에 4년 계약을 맺었다.
라르손은 2014년 7월 27일, 1-1로 비긴 외레브로 SK와의 안방 경기에서 73분에 마티아스 린드스트룀과 교체되어 알스벤스칸 1군 데뷔 전을 치렀다. 8월 26일, 그는 4-1로 이긴 스벤스카 쿠펜 2라운드 경기에서 디비시온 2부 리그 팀인 토르슬란다 IK와의 원정 경기에 처음으로 선발 출전했다. 그 해 11월, 그의 아버지는 팀의 감독이 되었고, 대중들에게 그가 연고주의를 하지 않을 것이라고 확신시켰다. 그 다음 3월 4일, 라르손은 수페레탄 팀 쉬리안스카 FC와의 경기에서 2-2 무승부를 시작했고, 그의 아버지를 연상시키는 기술의 질로 해외에서 주목을 받았다.

### 스파르타크 모스크바
2019년 8월 2일, 러시아 프리미어리그의 스파르타크 모스크바는 약 4백만 유로에 라르손을 영입했다고 발표했다.
그는 8월 25일, 크릴리야 소베토프 사마라와의 경기에서 스파르타크에서 첫 골을 기록했다. 2019년 10월 27일, 그는 로코모티프 모스크바와의 경기에서 후반전에 교체 출전하여 2골을 넣었다.

### 코펜하겐
2023년 1월 28일, 라르손은 2022-23년 시즌의 나머지 기간 동안 덴마크 클럽 코펜하겐에 임대로 합류했다. 2023년 6월 13일, 이 조치는 영구적으로 이루어졌다.

## 국가대표팀 경력
라르손은 2015년 10월 7일, 벨기에 신트니클라스에서 열린 2016년 UEFA U-19 축구 선수권 대회 예선 첫 경기에서 스웨덴이 벨라루스를 상대로 2-0 승리를 거두면서 도움을 준 뒤 구스타프 닐손의 도움을 받았다. 그들은 예선에서 진출했지만 엘리트 라운드에서 탈락했다.
2018년 1월 7일, 그는 아부다비에서 열린 에스토니아와의 친선 경기에서 64분을 뛰며 스웨덴 국가대표팀 데뷔 전을 치렀다. 2년 2일 후, 그는 카타르에서 열린 몰도바와의 친선 경기에서 첫 국제 골을 넣었다.
라르손은 UEFA 유로 2020에 참가할 스웨덴의 26명 선수단에 포함되었을 때 처음으로 메이저 대회에 소집되었다.

## 사생활
그는 회가보리 BK, 헬싱보리 IF, 페예노르트, 셀틱, 바르셀로나, 맨체스터 유나이티드 그리고 스웨덴 국가대표팀에서 뛰었던 헨리크 라르손의 아들이다. 라르손은 네덜란드, 스코틀랜드, 스페인 그리고 잉글랜드에서 우승 트로피를 거머쥐었고, 셀틱에서만 242골을 넣었다. 라르손은 아버지가 페예노르트에서 뛰던 중 로테르담에서 태어났다. 그는 미국의 농구 선수 마이클 조던의 이름을 따서 지어졌다. 그는 친할아버지를 통해 카보베르데 혈통을 가지고 있다.